# Amblystomus lepineyi
Amblystomus lepineyi es una especie de escarabajo del género Amblystomus, categorizada en la tribu Harpalini, de la subfamilia Harpalinae. Fue descrita por Alluaud en 1934.
Mide aproximadamente 3,8 mm de longitud. Se distribuye por África: Mauritania, Senegal, Gambia, Malí, Níger, Sudán y Eritrea.